# الاتحاد العربي لكمال الأجسام
| منظمة كمال أجسام             | منظمة كمال أجسام                                     | منظمة كمال أجسام |
| ---------------------------- | ---------------------------------------------------- | ---------------- |
| الاتحاد العربي لكمال الأجسام |                                                      |                  |
| معلومات عامة                 |                                                      |                  |
| الاسم المختصر                | AFB                                                  |                  |
| تأسيس                        | 1990، القاهرة، مصر                                   |                  |
| بيانات تفصيلية               |                                                      |                  |
| المنظمة الأم                 | الاتحاد الدولي لكمال الأجسام واللياقة البدنية (IFBB) |                  |
| الاتحادات الأعضاء            | 18                                                   |                  |
| الرئيس                       | عادل فهيم                                            |                  |
| المقر                        | القاهرة، مصر                                         |                  |
| المنافسات                    |                                                      |                  |
| المنافسات                    | البطولة العربية للهواة لكمال الأجسام                 |                  |

الاتحاد العربي لكمال الأجسام اتحاد رياضي إقليمي يشرف على رياضة كمال الأجسام في الوطن العربي وهو عضو في الاتحاد الدولي لكمال الأجسام واللياقة البدنية (IFBB).

## التأسيس
تأسس في القاهرة سنة 1990 ونظم أول بطولة له في نفس المدينة سنة 1992.

## الأدارة
الرئيس
- عادل فهيم

نائب الرئيس
- أسامة الرميان[3]

## تاريخه
تأسست الاتحادات العربية لكمال الأجسام منضوية تحت مظلة اتحادات رفع الأثقال في كل من مصر والعراق وسوريا ولبنان والأردن والسعودية وهي الدول التي كانت رائدة في هاتين الرياضتين. ثم ما لبثت تباعاً أن انفصلت كمال الأجسام عن رفع الأثقال وتأسست اتحادات خاصة بها في كل من الأردن والإمارات وقطر والبحرين وسوريا ومصر والعراق وليبيا وعمان واليمن. ولا زالت في بعض الدول تندرج تحت اتحاد مشترك مع رفع الأثقال.

## وصلات خارجية
- الاتحاد الدولي لكمال الأجسام واللياقة البدنية.